# Steine und Erden

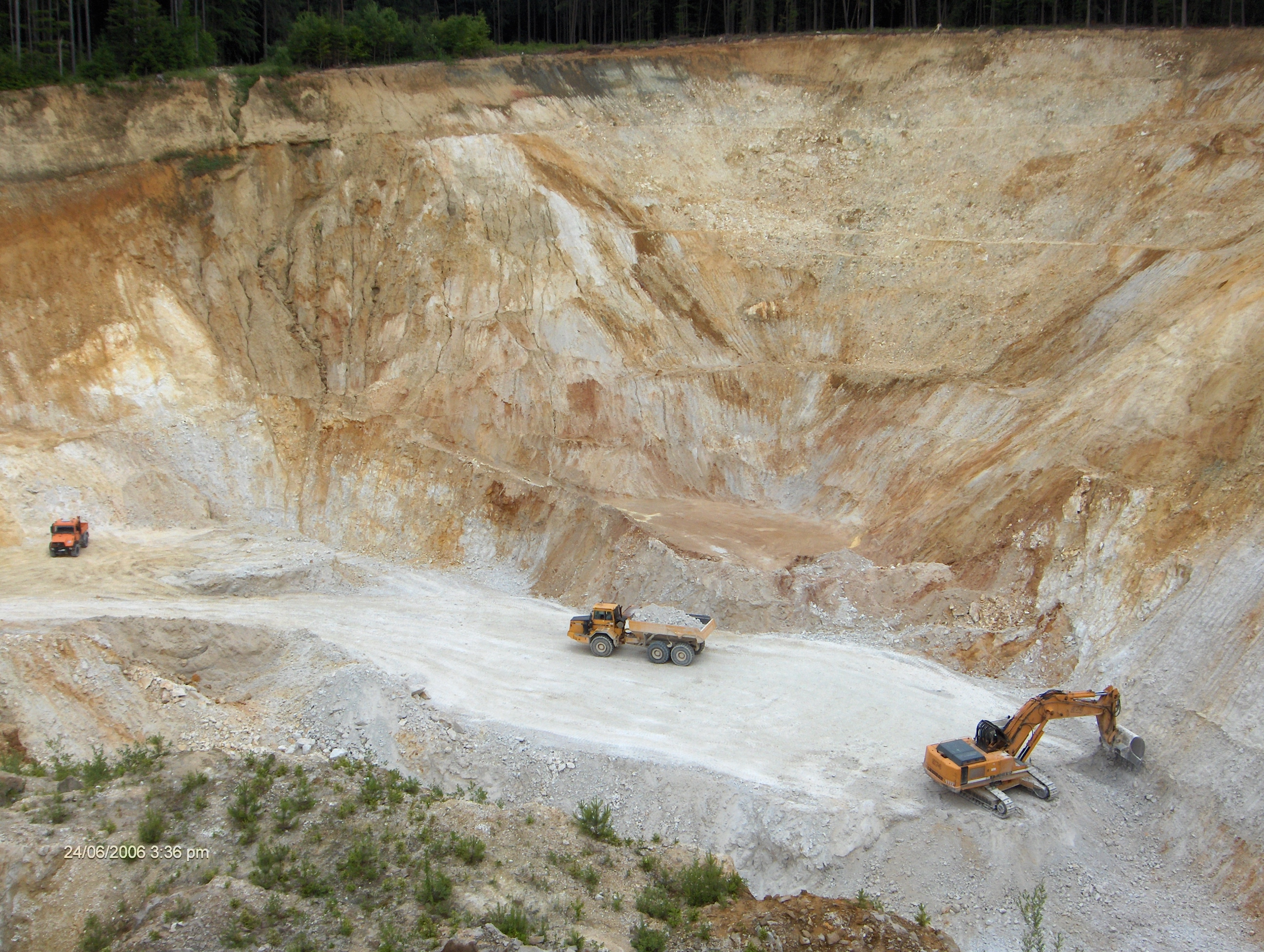
Tagebau für Neuburger Kieselerde – ein typisches Beispiel für die Gewinnung von Steinen und Erden

Unter dem Sammelbegriff Steine und Erden (auch Anorganische Nicht-Erze genannt) werden verschiedene nicht-metallische, mineralisch-abiogene und mineralisch-biogene Rohstoffe zusammengefasst.
Den so bezeichneten Stoffen ist gemein, dass sie mit Methoden des Bergbaus (meist im Tagebau) aus Lagerstätten in der Erdkruste gewonnen werden und durch mechanische Aufbereitung und/oder thermische Behandlung (Brand) zu technischen Produkten veredelt oder weiterverarbeitet werden.
Ein Großteil der Steine und Erden wird als Zuschlagstoff oder Bindemittel bei der Herstellung von mineralischen Bau- und Werkstoffen verwendet. Ein kleinerer Teil wird für Spezialanwendungen in verschiedenen Industrie- und Chemiebetrieben eingesetzt.
Viele Steine und Erden sind Mineralgemenge, mit Ausnahme von Industriemineralen und einigen Bindemitteln, die vorwiegend monomineralisch sind.
Bergmännisch gewonnenes Stein- und Kalisalz wird, obwohl es ebenfalls kein Erz ist, traditionell nicht zu den Steinen und Erden gezählt.

## Einteilung

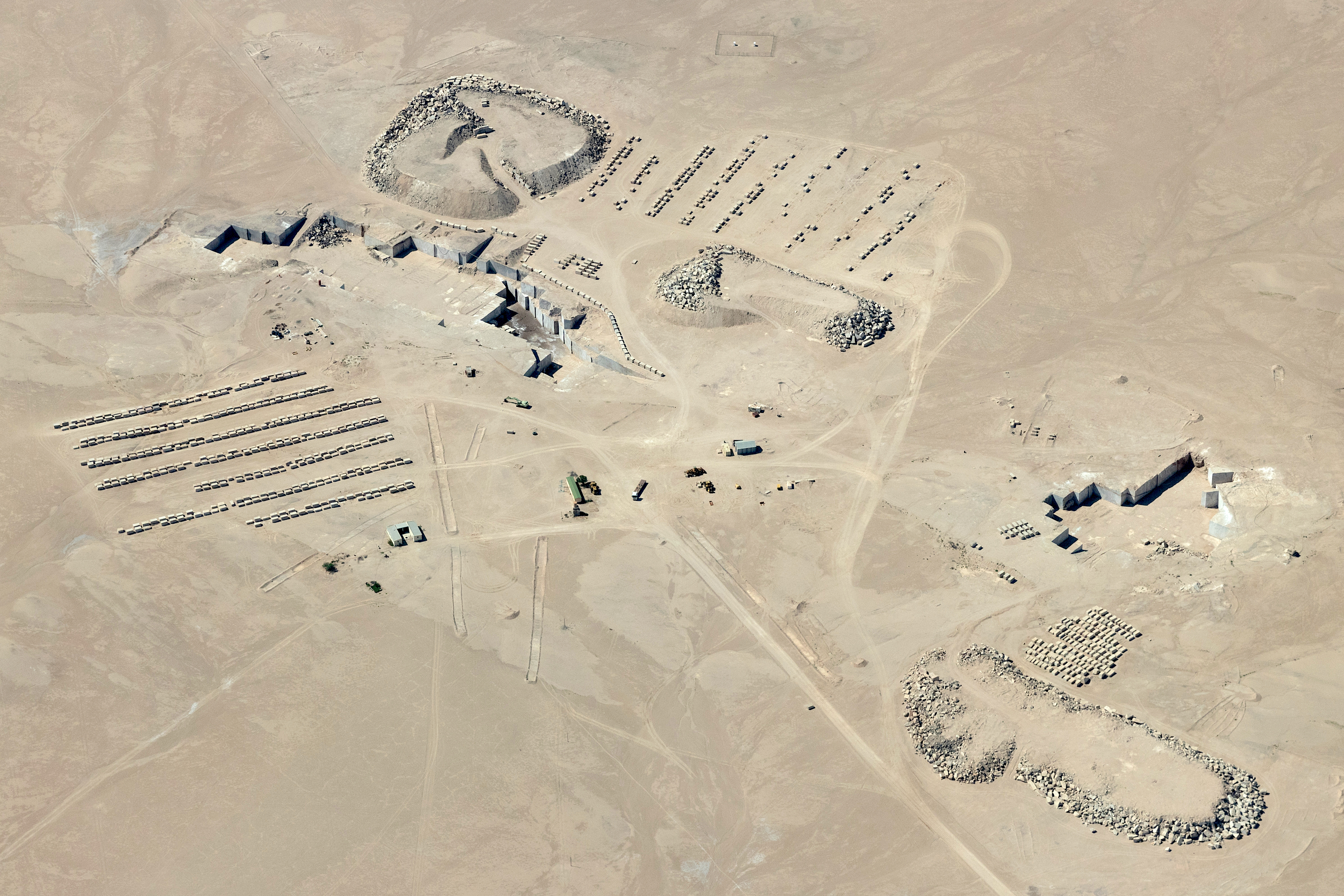
Schrägluftbild eines Granit-Steinbruches bei Walvis Bay, Namibia

Die Steine und Erden lassen sich grob wie folgt unterteilen:
- Massenrohstoffe:
  - Lockergesteine: Sand, Kies
  - Gebrochene Mineralstoffe, insbesondere aus Hartgestein (Basalt, Granit, …)
- Bindemittel:
  - Zement → Beton, Mörtel, …
  - Carbonat- / Kalkstein → Branntkalk
  - Gips- / Anhydritstein
  - Tonminerale / Kaolin → Keramik
  - Quarzsand → Glas
- Naturwerksteine
- Industrieminerale für Spezialanwendungen

Die Begriffe Massenrohstoffe und Industrieminerale werden manchmal auch weiter gefasst und als Oberbegriff für andere Steine und Erden verwendet.